# FNN東海テレビモーニングコール
『FNN東海テレビモーニングコール』（エフエヌエヌとうかいテレビモーニングコール）は、1986年4月1日から1990年3月30日まで東海テレビで放送された平日朝のニュース・情報番組である（『FNNモーニングコール』の東海テレビタイトル差し替え及びローカルパート、協力：中日新聞）。

## キャスター
- 磯野正典・岡山玲子(1986年4月~1987年3月は木 • 金曜日、1987年4月から1989年3月は月~金曜日担当。)
- 宗宮修一・猪谷香(1986年4月~1987年3月まで月~水曜日担当。)
- 番組末期は東海テレビの女性アナウンサーによるシフト勤務となる。

## 放送時間
| 期間     | 期間      | 放送時間（日本時間）    | 放送分数 |
| -------- | --------- | ----------------------- | -------- |
| 1986.4.1 | 1988.3.31 | 月 - 金曜日 6:30 - 7:25 | 55分     |
| 1988.4.1 | 1989.3.31 | 月 - 金曜日 6:30 - 7:45 | 75分     |
| 1989.4.3 | 1990.3.30 | 月 - 金曜日 6:30 - 7:00 | 30分     |

## フジテレビ側の『FNNモーニングコール』との違い
- 初期の番組テーマ曲「気分は、はじけるピーチ」は、番組キャスターが歌っているものに差し替えられた。（その後、オリジナルＢＧＭを使用開始する。）
- 番組はネット上のセールス事情を兼ねた差し替えを実施していた。75分編成時代には、6時30分からの第1部構成の天気予報と健康に関するトークの後、「続きましては各地（主に当時番組をネットしていたFNN系列局）からです」と出演者が告げると東海テレビ発の中部ブロック向けコーナー「中部地方の天気」に切り替わり、5分ほど伝えていた。当時の日本気象協会の職員と当時東海テレビキャスターの岡山が担当しており、コーナーの予報範囲は愛知県・岐阜県・三重県・静岡県・長野県・福井県・石川県・富山県であった。しかも、グラフィック予報表示ではなく、前述べした中部8県の簡略地図に天気マークや降水確率、予想気温の数字の書いたマグネットプレートが今日の天気を伝えるために各県の簡略図に貼られており、クラシカル式に予報を伝えていた。コーナーが終わったあとはCMをはさんで再びフジテレビのスタジオから20分間全国のニュースと天気を伝えて、その後東海テレビのスタジオにCMをはさんで切り替わってローカルニュース・交通情報・東海地方今日の天気を伝えて番組を終了していた。
- 1989年4月改編でフジテレビは7時台を『トークシャワー』に改編した時に、その影響で30分編成に短縮されたフジテレビ側の『FNNモーニングコール』の番組の一部を東海テレビによるローカル差し替えを依然的に続けた。当初は、全国の天気の時間であった6時45分からの5・6分という極端な差し替え編成だったが、その天気コーナーが6時50分からのスタートになると、その10分間を東海地方のニュースに割り当てていた。スタジオは『イブニングニュース600』のセットと共通使用だった。